# هیستورا کوماگای
هیستورا کوماگای (انگلیسی: Hisatora Kumagai; ۸ مارس ۱۹۰۴ – ۲۲ مهٔ ۱۹۸۶) کارگردان فیلم، فیلم‌نامه‌نویس، و تهیه‌کننده فیلم اهل ژاپن بود.